# 京都大学人文科学研究所
京都大学人文研究所（きょうとだいがくじんぶんかがくけんきゅうしょ；Institute for Research in Humanities, Kyoto University）是京都大学的一个附屬研究所，由三個研究所（舊人文研究所、東方文化研究所、西方文化研究所）于1949年1月整合而成，目的是對世界文化的人文學科進行綜合研究。研究所有兩個設施，京都大學吉田校區總部的本館和北白川的別館。簡稱為京大人文研。

## 历史沿革
現在的人文研究所的前身之一是東方文化學院京都研究所，是義和團賠償金資助的“東方文化計劃”的一部分，於1929年4月成立。第一任董事是鹿野直樹，1930年11月，在北白川小倉町開設了新大樓（現別館，具有西班牙特色的建築，由遠畑健三設計）。開辦時，研究所與京都大學無關。另一方面，1934年在京都帝國大學本部設立了德國文化研究所，1939年在東一城本館的舊址上設立了人文研究所（舊人文研究所），所長是小島助真，京都學派的小坂正明成為了專職教授，柏助方等人則屬於研究人員。戰爭結束時，1945年2月，時任京都帝國大學校長的羽田徹成為東方文化研究所所長，戰敗後一直任職到11月。
1945年戰敗後，德國文化研究所更名為西方文化研究所。1946年9月，原人文研究所和西方文化研究所重組，與東方文化研究所合併，人文研究所（新・人文研）誕生，出任董事，由阿部武雄任命。新的人文研究所將其前身組織重組為三個部門：“日本部”、“東方部”和“西洋部”。
- 日本部
  - 日本の近代化（柏祐賢）
- 東方部
  - 《東京夢華録》的校註翻訳（入矢義高）
  - 清朝文献、中国地誌蒐集（清水盛光）
  - 中国技術史（薮内清）
  - 佛教藝術研究（水野清一）
  - 中国古典校註及索引編纂（平岡武夫）
  - 清代奏疏中社会経済資料集成、雍正硃批諭旨研究（安部健夫）
  - 資治通鑑唐紀研究（貝塚茂樹）
- 西洋部
  - 卢梭研究（桑原武夫）

## 组织架构
2000年4月因改制，將原來的三部製改組為兩部五部製（一個附屬中心）。“人文学研究部”由文化研究創造、文化生成、文化關係三個系組成，而繼承原東方部分的“東方學研究部”由文化表現和文化構成兩個系組成.

### 研究部門
- 文化研究創成部門（人文学研究部）
- 文化生成部門（人文学研究部）
- 文化連関部門（人文学研究部）
- 文化表象部門（東方学研究部）
- 文化構成部門（東方学研究部）

### 附属研究施設
- 東亞信息與人文中心（東方学研究部）
- 現代中國研究中心（東方学研究部）
- 人文國際研究中心